# Zwackhia
Zwackhia Körb. – rodzaj grzybów z rodziny Lecanographaceae.

## Systematyka i nazewnictwo
Pozycja w klasyfikacji według Index Fungorum: Lecanographaceae, Arthoniales, Arthoniomycetidae, Arthoniomycetes, Pezizomycotina, Ascomycota, Fungi.

## Gatunki
- Zwackhia bonplandii (Fée) Ertz 2012
- Zwackhia circumducta (Nyl.) Ertz 2012
- Zwackhia involuta (Wallr.) Körb. 1855
- Zwackhia prosodea (Afzel.) Ertz 2012
- Zwackhia robusta (Vain.) Ertz 2012
- Zwackhia sorediifera (P. James) Ertz 2012
- Zwackhia viridis (Ach.) Poetsch & Schied. 1872 – tzw. pismaczek zielony

Nazwy naukowe na podstawie Index Fungorum. Nazwy polskie według W. Faltynowicza.